# Drew (Misisipi)
Drew es una ciudad del condado de Sunflower en el estado de Misisipi (Estados Unidos). En el año 2000 tenía una población de 2.434 habitantes en una superficie de 2.9 km², con una densidad poblacional de 838.8 personas por km².  Los alrededores de Drew tienen la Mississippi State Penitentiary, una prisión estatal de Departamento de Correcciones de Misisipi para hombres, y muchas plantaciones.

## Geografía
Drew se encuentra ubicada en las coordenadas 33°48′36″N 90°31′50″O / 33.81000, -90.53056. Según la Oficina del Censo, la ciudad tiene un área total de 2,9 km² (1,1 mi²), de la cual 2,9 km² (1,1 mi²) es tierra y 0 km² (0 mi²) es agua.

### Localidades adyacentes
El siguiente diagrama muestra a las localidades en un radio de 20 kilómetros (12,4 mi) de Drew.

## Demografía
Para el censo de 2000, había 2.434 personas, 811 hogares y 606 familias en la ciudad. La densidad de población era 838.8 hab/km².
En el 2000 la renta per cápita promedia del hogar era de $ 19.167 y el ingreso promedio para una familia era de $20.469. El ingreso per cápita para la localidad era de $8.569. En 2000 los hombres tenían un ingreso per cápita de $22.351 contra $18.693 para las mujeres. Alrededor del 40.5% de la población estaba bajo el umbral de pobreza nacional.